# Sergi (gramàtic)
Sergi (en llatí Sergius, en grec Σέργιος) va ser un gramàtic romà que va viure en data incerta però posterior al segle iv. Per a alguns estudiosos, aquest Sergi seria el mateix que Servi Maure Honorat, el famós comentarista de Virgili.
Va escriure almenys dos tractats: el primer, en dos volums, titulats In primam Donati Editionem Commentarium i In secundam Donati Editionem Commentaria sobre Eli Donat. Aquests dos volums van ser publicats per primer cop a la ciutat de Milà el 1504. Un altre llibre seu va ser De Arte Garmmatica, del que se'n conserven fragments.